# جاميدلي
جاميدلي (بالصومالية: Gaameedle)‏ هي عشيرة صومالية تقطن بشكل أساسي في المدن الساحلية جنوب الصومال، مركا ومقديشو.

## نظرة عامة
تذكر الروايات أن قبيلة جاميدلي تنحدر من أصل حضرمي وذلك حسبما يروي شيوخ القبيلة، وتشير روابات أخرى أن القبيلة تنحدر من أصل كثيري همداني. قبل الاستعمار، كانت قبيلة جاميدلي تحكم مدينة مركا وتحالفت مع عشيرة أجوران التي حكمت المناطق الداخلية من مركا لمدة قرنين من الزمان قبل أن تستولي بيمال على المنطقة خارج المدينة. بالقرب من مسجدهم، في قلب المدينة القديمة، توجد أطلال قصر يقال إنه كان مقر السلطان سامو نَيب، آخر حاكم لإمبراطورية أجوران.

## شجرة العشيرة
تظهر الشجرة أدناه نسب عشيرة جاميدلي باختصار:
- جاميدلي
  - حاجي وارو
    - رير سامو
    - رير قادرو

  - حاجي عباس
  - حاجي أمين
  - عثمانكي
  - قضِيب

## التوزيع الجغرافي
تقطن قبيلة جاميدلي بشكل أساسي في مدينة مركا، وتعيش مجموعات من القبيلة في باقي المدن الساحلية مثل مقديشو، وجندرشي [الإنجليزية]، والقرى الواقعة على البر الرئيسي، وتقطن عشائر حاج وارو وحاج عباس ورير قضيب بشكل أساسي في مركا، بينما تقطن عشيرة عثمانكي بشكل أساسي في حي شنغاني في مقديشو. في حين أن عشيرة حاجي أمين يقطنون بشكل أساسي في جندرشي وجلب مركا، حيث يشكلون إحدى العشائر الفرعية السبعة لجندرشي [الإنجليزية]. وتعيش مجموعات من قبيلة جاميدلي كذلك في مناطق نائية في مثل بيدوا وأفجوي وجنالي وقوريولي وبولو مرير وقرى صغيرة مثل إديمو وجمامة وجيرو.